# Christmas Is the Time to Say I Love You
Christmas Is the Time to Say I Love You è il terzo album in studio (il primo natalizio) della cantante statunitense Katharine McPhee, pubblicato nel 2010.

## Tracce
1. Have Yourself a Merry Little Christmas (feat. Chris Botti) (Ralph Blane, Hugh Martin) - 4:32
2. Jingle Bells (James Pierpont) - 2:54
3. It's Not Christmas Without You (Michelle Lewis, Katharine McPhee, Doug Petty) - 3:58
4. O Holy Night (Adolphe Adam) - 4:27
5. Silver Bells (Ray Evans, Jay Livingston) - 3:17
6. Christmas Is the Time (Billy Squier) - 3:12
7. Medley: O Little Town of Bethlehem/Away in a Manger (tradizionale) - 3:22
8. What Are You Doing New Year's Eve (Frank Loesser) - 3:27
9. White Christmas (Irving Berlin) - 3:03
10. Who Would Imagine a King (Pierpont) - 2:38